# Harold Macmillan
Maurice Harold Macmillan (ur. 10 lutego 1894 w Londynie, zm. 29 grudnia 1986 w Birch Grove, Sussex) – brytyjski polityk, w latach 1957–1963 lider  Partii Konserwatywnej oraz premier Wielkiej Brytanii.
Wcześniej mister obrony, spraw zagranicznych, oraz kanclerz skarbu. Politykę zagraniczną i obronną opierał na przywróceniu dobrych stosunków ze Stanami Zjednoczonymi i budowie brytyjskich sił jądrowych. Czasami zwany „Supermac” lub „Mac the Knife”.
Autor pamiętników z lat 1914-1945 (wyd. pol. 1981).

## Wczesne lata życia i małżeństwo
Macmillan urodził się przy 52 Cadogan Place w londyńskiej dzielnicy Chelsea jako syn Maurice’a Crawforda Macmillana i Helen Artie Tarleton Belles. Wykształcenie odebrał w Summer Fields School oraz w Eton College. Następnie 2 lata studiował w Balliol College na Uniwersytecie Oksfordzkim. Po wybuchu I wojny światowej służył w szeregach Grenadier Guards. Był trzykrotnie ranny i dosłużył się stopnia kapitana. Po wojnie nie wrócił na studia. Rozpoczął pracę jako młodszy partner w rodzinnej firmie wydawniczej, Macmillan Publishers (1920).
21 kwietnia 1920 r. poślubił lady Dorothy Cavendish (28 lipca 1900 – 21 maja 1966), córkę Victora Cavendisha, 9. księcia Devonshire, i lady Evelyn FitzMaurice, córki 5. markiza Lansdowne. Harold i Dorothy pozostali małżeństwem do końca jej życia, mimo kilkuletniego romansu pani Macmillan z Robertem Boothbym, który mógł być ojcem najmłodszej córki Dorothy. Romans żony mógł być przyczyną załamania nerwowego Macmillana w 1931 r. 
Harold i Dorothy mieli razem syna i trzy córki:
- Maurice Victor Macmillan (27 stycznia 1921 – 10 marca 1984), wicehrabia Macmillan of Ovenden
- Ann Caroline Macmillan (ur. 1923), żona Juliana Fabera, miała dzieci, jej synem jest polityk konserwatywnym David Faber
- Catherine Macmillan (1926 – 1991), żona polityka konserwatywnego Juliana Ameryego, miała dzieci
- Sarah Macmillan (1930 – 1970)

## Kariera polityczna
Macmillan został wybrany do Izby Gmin w wyborach powszechnych 1924 r. jako reprezentant okręgu Stockton-on-Tees. Miejsce w parlamencie utracił po wyborach 1929 r., ale odzyskał je już w 1931 r. Lata 30. spędził w tylnych ławach parlamentu jako krytyk polityki appeasementu. W 1938 r. opublikował swoją książkę The Middle Way.
Swoje pierwsze stanowisko w administracji rządowej otrzymał w 1940 r., kiedy Winston Churchill mianował go parlamentarnym sekretarzem w ministerstwie zaopatrzenia. W 1942 r. został podsekretarzem stanu w ministerstwie ds. kolonii. W latach 1942–1945 był ministrem-rezydentem w Afryce Północno-zachodniej. Pod koniec II wojny światowej był również doradcą politycznym przy gen. Haroldzie Alexandrze, głównodowodzącym wojsk alianckich na obszarze śródziemnomorskiego teatru działań wojennych.
W latach 1941–1943 kierował Brytyjską Komisją Rewindykacyjną (British Council) w Londynie, która monitorowała niemieckie grabieże dziedzictwa kultury w okupowanej Europie. Polskę w Komisji Macmillana reprezentował mjr dr Karol Estreicher jr (1906-1984) jako kierownik Biura Rewindykacji Strat Kulturalnych rządu RP w Londynie [źródło: D. Matelski, Karol Estreicher jr 1906-1984 – biografia wielkiego Polska. Przedmowa: Zbigniew K. Witek, t. II (1939–1945), Kraków 2017, s. 392–414 i zdj. 640].
Po powrocie do Wielkiej Brytanii Macmillan został ministrem lotnictwa w gabinecie dozorującym Churchilla. W lipcu przegrał wybory w swoim okręgu, ale jeszcze w 1945 r. powrócił do Izby Gmin po wyborach uzupełniających w okręgu Bromley. Po powrocie konserwatystów do władzy w 1951 r. został ministrem budownictwa i samorządu lokalnego. W październiku 1954 r. został ministrem obrony. W gabinecie Anthony’ego Edena był najpierw ministrem spraw zagranicznych, a następnie kanclerzem skarbu. Po rezygnacji Edena w styczniu 1957 r. w związku z kryzysem sueskim nowym premierem został Macmillan.

## Premier Wielkiej Brytanii
Macmillan utrzymał się na czele rządu przez 6 lat, chociaż w momencie obejmowania stanowiska oświadczył królowej Elżbiecie, że nie ręczy za to, że jego gabinet utrzyma się przez 6 tygodni . Pozycja Macmillana umocniła się jednak po wygranych wyborach parlamentarnych w październiku 1959 r.
Premier szczególną uwagę przykładał do spraw ekonomicznych. Jednak niezrównoważony bilans płatniczy doprowadził w 1961 r. do pogorszenia się sytuacji gospodarczej. Spowodowało to spadek poparcia dla konserwatystów i serię porażek w wyborach uzupełniających w 1962 r. Aby przeciwdziałać spadkowi poparcia 13 lipca 1962 r. Macmillan zdymisjonował siedmiu członków gabinetu (lorda Kilmuira, Selwyna Lloyda, Davida Ecclesa, Harolda Watkinsona, Charlesa Hilla, Johna Maclaya i lorda Millsa) oraz ośmiu młodszych ministrów. Wydarzenie to otrzymało nazwę „nocy długich noży”.
W polityce zagranicznej Macmillan dążył do zacieśnienia stosunków ze Stanami Zjednoczonymi, nadszarpniętych po kryzysie sueskim. Pomogła mu w tym przyjaźń jaką jeszcze podczas wojny zawarł z prezydentem Eisenhowerem. Jednocześnie działał na rzecz odbudowy prestiżu Wielkiej Brytanii na Bliskim Wschodzie. W 1957 r. przeprowadzono również pierwszą próbę z brytyjską bronią jądrową. Macmillan starał się również nawiązać lepsze stosunki z blokiem wschodnim, czemu służyć miała m.in. wizyta w Moskwie w 1959 r.
Również w 1959 r. rozpoczął się proces przyznawania Cyprowi niepodległości. Jednak skomplikowany system uruchomiony w celu ochrony praw ludności greckiej i tureckiej zawiódł, i szybko stał się przyczyną wielu problemów Wielkiej Brytanii, która była gwarantem cypryjskiej niepodległości.
Rząd Macmillana jako pierwszy rząd brytyjski złożył podanie o członkostwo w EWG. Stało się to w 1962 r. Dwa lata wcześniej Wielka Brytania była jednym z członków założycieli Europejskiego Stowarzyszenia Wolnego Handlu. Po długich negocjacjach kandydatura brytyjska została ostatecznie zawetowana przez Francję.

## Dymisja i ostatnie lata życia
Porażka w staraniach o członkostwo w EWG poważnie odbiła się na pozycji Macmillana. Kolejnym ciosem była afera Profumo, która wybuchła w 1963 r. i dotyczyła ministra wojny, Johna Profumo, który w 1961 r. nawiązał romans z showgirl, Christine Keeler. Później okazało się, że innym kochankiem Keeler był attaché wojskowy ZSRR, Jewgienij Iwanow. Profumo na forum Izby Gmin zaprzeczył, aby związek z Keeler miał seksualny charakter, jednak późniejsze publikacje prasowe zmusiły go do przyznania się do kłamstwa.
Afera Profumo podkopała pozycję konserwatywnego rządu, którego przewaga nad opozycją stopniała do 69 głosów. W październiku 1963 r. Macmillan, powołując się na zły stan zdrowia, podał się do dymisji. Nowym premierem został Alec Douglas-Home. Macmillan zasiadał w Izbie Gmin do 1964 r. Następnie został prezesem Macmillan Publishers. W 1976 r. otrzymał Order Zasługi. W 1984 r. otrzymał parowski tytuł 1. hrabiego Stockton i zasiadł w Izbie Lordów. Zmarł dwa lata później.

## Tytuły od narodzin do śmierci
- 1894 – 1924 : Harold Macmillan, Esq
- 1924 – 1929 : Harold Macmillan, Esq, MP
- 1929 – 1931 : Harold Macmillan, Esq
- 1931 – 1942 : Harold Macmillan, Esq, MP
- 1942 – 1945 : The Right Honourable Harold Macmillan, MP
- 1945 – 1945 : The Right Honourable Harold Macmillan
- 1945 – 1964 : The Right Honourable Harold Macmillan, MP
- 1964 – 1976 : The Right Honourable Harold Macmillan
- 1976 – 1984 : The Right Honourable Harold Macmillan, OM
- 1984 – 1986 : The Right Honourable The Earl of Stockton, OM, PC

## Gabinety Harolda Macmillana

### Pierwszy gabinet, styczeń 1957 – październik 1959
- premier: Harold Macmillan
- lord kanclerz: David Maxwell Fyfe, 1. wicehrabia Kilmuir
- lord przewodniczący Rady: Robert Gascoyne-Cecil, 5. markiz Salisbury
- lord tajnej pieczęci, minister spraw wewnętrznych: Rab Butler
- kanclerz skarbu: Peter Thorneycroft
- minister spraw zagranicznych: Selwyn Lloyd
- minister kolonii: Alan Lennox-Boyd
- minister ds. Wspólnoty Narodów: Alexander Douglas-Home, 14. hrabia Home
- przewodniczący Zarządu Handlu: David Eccles
- Kanclerz Księstwa Lancaster: Charles Hill
- minister edukacji: Quintin Hogg, 2. wicehrabia Hailsham
- minister ds. Szkocji: John Maclay
- minister rolnictwa, rybołówstwa i żywności: Derick Heathcoat-Amory
- minister pracy i służby narodowej: Iain Macleod
- minister transportu i lotnictwa cywilnego: Harold Watkinson
- minister obrony: Duncan Sandys
- minister mocy: Percy Mills, 1. baron Mills
- minister budownictwa, samorządu lokalnego i spraw Walii: Henry Brooke

Zmiany
- marzec 1957 r. – lord Home zastępuje lorda Salisbury’ego na stanowisku Lorda Przewodniczącego Rady i pozostaje na swoim poprzednim stanowisku
- wrzesień 1957 r. – lord Hailsham zastępuje lorda Home’a na stanowisku Lorda Przewodniczącego Rady, lord Home pozostaje ministrem ds. Wspólnoty Narodów, Geoffrey William Lloyd zastępuje lorda Hailshama na stanowisku ministra edukacji, Reginald Maudling, Paymaster-General, wchodzi w skład gabinetu
- styczeń 1958 r. – Derick Heathcoat-Amory zastępuje Petera Thorneycrofta na stanowisku kanclerza skarbu, John Hare zastępuje Heathcoata-Amoryego na stanowisku ministra rolnictwa, rybołówstwa i żywności

### Drugi gabinet, październik 1959 – październik 1963
- premier: Harold Macmillan
- lord kanclerz: David Maxwell Fyfe, 1. wicehrabia Kilmuir
- lord przewodniczący Rady, minister ds. Wspólnoty Narodów: Alexander Douglas-Home, 14. hrabia Home
- lord tajnej pieczęci: Quintin Hogg, 2. wicehrabia Hailsham
- kanclerz skarbu: Derick Heathcoat-Amory
- minister spraw wewnętrznych: Rab Butler
- minister spraw zagranicznych: Selwyn Lloyd
- minister kolonii: Iain Macleod
- przewodniczący Zarządu Handlu: Reginald Maudling
- Kanclerz Księstwa Lancaster: Charles Hill
- minister edukacji: David Eccles
- Paymaster-General: Percy Mills, 1. baron Mills
- minister transportu: Ernest Marples
- minister lotnictwa: Duncan Sandys
- minister obrony: Harold Watkinson
- minister ds. Szkocji: John Maclay
- minister pracy i służby narodowej: Edward Heath
- minister rolnictwa, rybołówstwa i żywności: John Hare
- minister budownictwa, samorządu lokalnego i spraw Walii: Henry Brooke

Zmiany
- lipiec 1960 r. – Selwyn Lloyd zastępuje Dericka Heathcoata-Amoryego na stanowisku kanclerza skarbu, lord Home zastępuje Lloyda na stanowisku ministra spraw zagranicznych, lord Hailsham zastępuje Home’a na stanowisku Lorda Przewodniczącego Rady, Edward Heath zastępuje Hailshama na stanowisku Lorda Tajnej Pieczęci, John Hare zastępuje Heatha na stanowisku ministra pracy i służby narodowej, Christopher Soames zastępuje Hare’a na stanowisku ministra rolnictwa, rybołówstwa i żywności, Duncan Sandys zastępuje lorda Home’a na stanowisku ministra ds. Wspólnoty Narodów, Peter Thorneycroft zastępuje Sandysa na stanowisku ministra lotnictwa
- październik 1961 r. – lord Mills zostaje ministrem bez teki, Henry Brooke zastępuje go na stanowisku Paymaster-General, Charles Hill zastępuje Brooke’a na stanowisku ministra budownictwa, samorządu lokalnego i spraw Walii, Iain Macleod zastępuje Hilla na stanowisku Kanclerza Księstwa Lancaster, Reginald Maudling zastępuje Macleoda na stanowisku ministra kolonii, Frederick Erroll zastępuje Maudlinga na stanowisku przewodniczącego Zarządu Handlu
- lipiec 1962 r. – „noc długich noży” – Rab Butler zostaje wicepremierem i pierwszym sekretarzem stanu, Henry Brooke zastępuje Butlera na stanowisku ministra spraw wewnętrznych, John Boyd-Carpenter zastępuje Brooke’a na stanowisku Paymaster-General, lord Dilhorne zastępuje lorda Kilmuira na stanowisku Lorda Kanclerza, Reginald Maudling zastępuje Selwyna Lloyda na stanowisku kanclerza skarbu, Iain Macleod zastępuje Maudlinga na stanowisku ministra kolonii, pozostaje jednocześnie na swoim poprzednim stanowisku, Edward Boyle zastępuje Davida Ecclesa na stanowisku ministra edukacji, Peter Thorneycroft zastępuje Harolda Watkinsona na stanowisku ministra obrony, Julian Amery zastępuje Thorneycrofta na stanowisku ministra lotnictwa, Michael Noble zastępuje Johna Maclaya na stanowisku ministra ds. Szkocji, Keith Joseph zastępuje Charlesa Hilla na stanowisku ministra budownictwa, samorządu lokalnego i spraw Walii, Bill Deedes zastępuje lorda Millsa na stanowisku ministra bez teki, Enoch Powell, minister zdrowia, wchodzi w skład gabinetu